# جيلبرتو دي ألميدا
جيلبرتو أرمينيو دي ألميدا رشيغو Editing Gilberto de Almeida Rêgo
 (28 نوفمبر 1895  – 4 مارس 1970 ) كان حكم كرة قدم برازيلي. أدار عدة مباريات في كأس العالم لكرة القدم 1930. 
أصبح جيلبرتو دي ألميدا رشيغو أول حكم من البرازيل يصفر في مباراة في كأس العالم. حكم في 3 مباريات في بطولة مونتيفيديو عام 1930:
الأرجنتين 1-0 فرنسا ، 15 يوليو;
أوروغواي 4-0 رومانيا ، 21 يوليو;
أوروغواي 6-1 يوغوسلافيا ، 27 يوليو ، نصف النهائي.
في مباراتين في البطولة ، كان مع العلم:
فرنسا 4-1 المكسيك ، 13 يوليو ، المباراة الافتتاحية;
تشيلي 1-0 فرنسا ، 19 يوليو.
كان جيلبرتو دي ألميدا رشيغو عضوا في الجهاز الفني للمنتخب البرازيلي في كأس العالم 1930.
في مونتيفيديو ، ضم الوفد البرازيلي شقيق جيلبرتو الأصغر ، لاعب كرة القدم ألفريدو دي ألميدا رشيغو أو دوكا. . لكنه لم يكن مدرجا في قائمة الفريق الرسمية المكونة من 22 لاعبا للبطولة.
جيلبرتو دي ألميدا رشيغو ، شقيقه ألفريدو دي ألميدا رشيغو (1905  - (1988) ) , وشقيقهما الآخر آري دي ألميدا رشيغو لعبوا في فريق كرة السلة إس شيمو كريستوف شيمو. وسنتين على التوالي أصبح الأخوان أبطال كاريوكا لكرة السلة ، في عامي 1929 و 1930.  